# 마리야 파블로브나 여대공 (1890년)
마리야 파블로브나 여대공(Grand Duchess Maria Pavlovna of Russia, 1890년 4월 18일 ~ 1958년 12월 13일)은 러시아의 알렉산드르 2세 손녀였다. 그녀는 러시아의 마지막 차르인 니콜라이 2세와 에든버러의 마리아(루마니아의 페르디난드 1세의 배우자)의 친 사촌이자 요르요스 2세, 알렉산드로스, 파블로스(그리스의 모든 왕), 그리스와 덴마크의 공주 엘레니(루마니아의 카롤 2세의 두 번째 아내), 에든버러 공작 필립(엘리자베스 2세의 배우자)의 외사촌이었다. 또한 그녀는 그리스의 요르요스 1세의 첫 손자이자 덴마크의 크리스티안 9세의 첫 증손녀이기도 했다.